# Гаупт, Николай Александрович
Николай Александрович Гаупт (3 декабря 1846, Кронштадт — 24 марта 1909, Гатчина) — русский вице-адмирал, начальник Владивостокского порта.

## Биография
Гаупт Николай Александрович родился в Кронштадте в семье поручика корпуса флотских штурманов.
2 сентября 1856 года поступает в штурманское училище в Кронштадте.
24 апреля 1865 года, по окончании морского училища, присвоено звание кондуктор КФШ.
Для прохождения морской практики в 1865—1866 годах ушёл в учебное плавание в Атлантический океан на фрегатах «Дмитрий Донской» и «Светлана».
С 1867 года офицер 1-го штурманского полуэкипажа. 16 августа присвоено звание мичмана, зачислен на Балтийский флот. С 1866 года по 1871 год на кораблях Балтийского флота исполнял должности вахтенного начальника и ревизора.
1 января 1871 года присвоено очередное звание — лейтенант.
13 сентября 1873 года окончил учебные курсы артиллерийского отряда.
1 января 1882 года произведён в чин капитан-лейтенанта. С 1882 года по 1883 год являлся старшим офицером на пароходо-фрегате «Владимир» в составе минного отряда Балтийского флота.
26 февраля 1885 года произведён в чин капитана 2-го ранга. С 1885 года по 1886 год являлся старшим офицером броненосной лодки «Русалка» в составе броненосной эскадры Балтийского флота.
31 января 1887 года назначен командиром транспорта «Красная горка».
В 1889 году назначен временно исполняющим обязанности командира 7-го флотского экипажа.
В 1890 году награждён орденом Святого Владимира IV степени с бантом за 25 лет службы в офицерских чинах и орденом Святой Анны II степени. С 1890 года по 1892 год командовал монитором «Латник».
С 1892 года назначен первым командиром на достраивающуюся мореходную канонерскую лодку «Отважный». С ней переведён с Балтики в эскадру Средиземного моря, а потом перешёл на Дальний Восток. Пробыл в должности до 1893 года.
7 февраля 1894 года назначен командиром крейсером II ранга «Забияка», занимал должность до 7 мая 1895 года. На корабле занимался гидрографическими работами, съёмкой и обследованием побережья Камчатки и Командорских островов, исследовал южное побережье Корейского полуострова, шхеры и бухты вокруг острова Каргодо. Крейсировал вдоль Командорских островов, охраняя котиковые промыслы.
6 декабря 1894 года присвоено очередное звание капитана 1-го ранга.
В мае 1895 года вернулся на Балтийский флот. С 11 декабря 1895 года вступил во временное командование 12-го флотского экипажа, с 14 мая 1896 года 15-го флотского экипажа.
С 1896 года по 1897 год командир эскадренного броненосца «Севастополь».

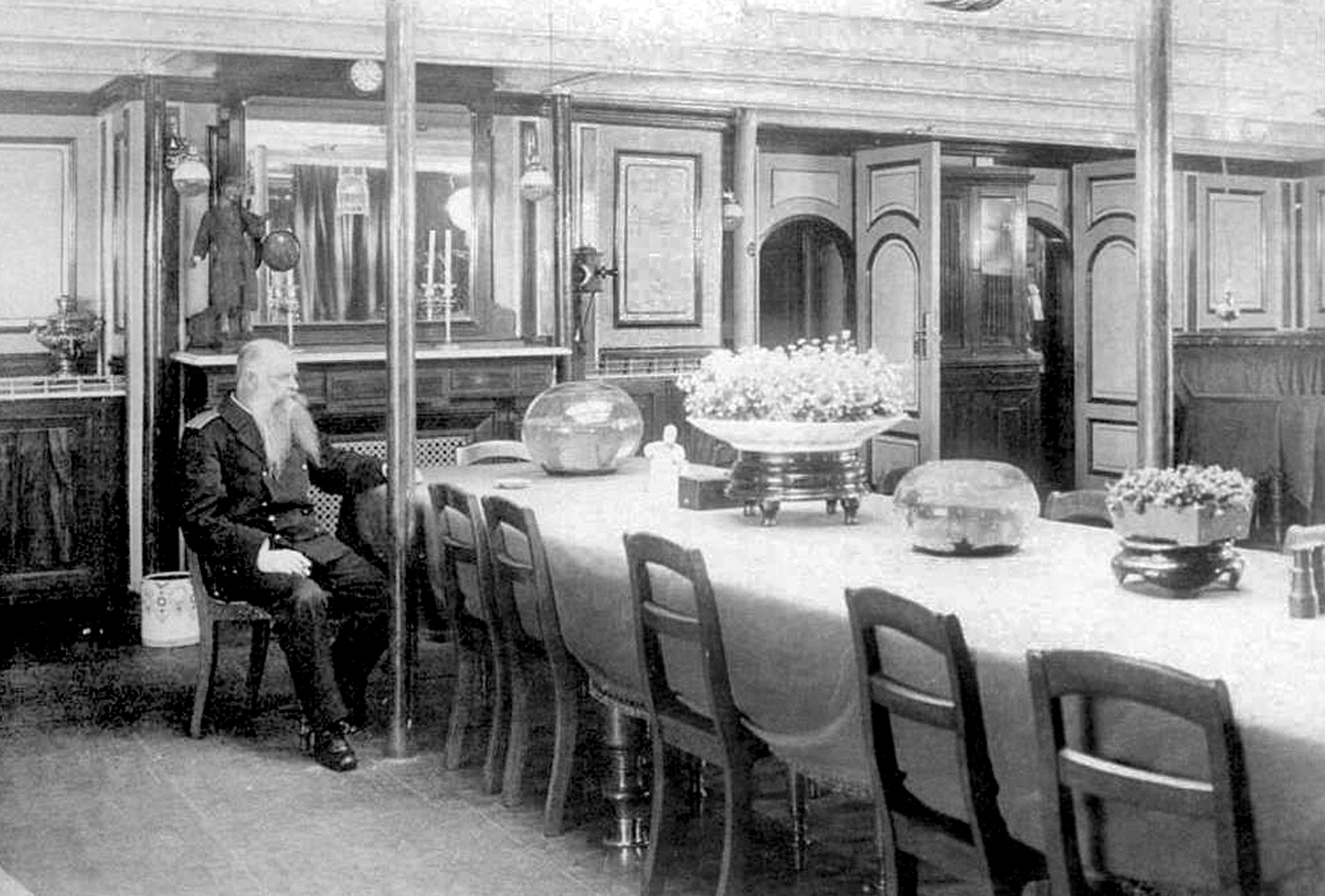
Командир «Рюрика» А. Н. Гаупт в Адмиральском салоне корабля, 1900 год

10 ноября 1897 года принял под командование броненосный крейсер «Рюрик». В 1898 году совершил переход на Тихий океан. 27 марта 1900 года Николая Александровича на посту командира должен был сменить капитан 2-го ранга Ф. Ф. Сильман, но этого не произошло, и только 6 августа 1900 года его сменил капитан 1-го ранга Н. А. Матусевич. 14 сентября 1899 года «за труды по занятию портов Квантунского полуострова Артур и Талиенван» награждён орденом Святого Владимира III степени.
27 сентября 1900 года командир 20-го флотского экипажа.
1 января 1901 года присвоено звание контр-адмирала.
С 1 апреля 1901 года по 1904 год был в должности командира Владивостокского порта. В подчинении находились: отряд миноносцев (1-е отделение составляли миноноски N 201, N 202, N 203, N 204, N 205; 2-е отделение составляли миноноски N 206, N 208, N 209, N 210, N 211), заведующий отрядом миноносцев капитан 1-го ранга Я. И. Подъяпольский, и отделение транспортов («Алеут», «Тунгуз», «Якут», «Камчадал» и бывший ледокол «Надёжный»), командующий отделением капитан 2-го ранга Н. К. Тундерман.
6 апреля 1903 года награждён орденом Святого Станислава I степени.
На 1903 год Николай Александрович являлся: председателем правления Общества вспомоществования недостаточным студентам Восточного Института; членом Владивостокского местного управления Российского общества Красного Креста; председателем Императорского Российского общества спасения на водах Владивостокского округа; председателем комитета по сооружению памятника адмиралу Завойко В. С.; почетным старшиной комитета старшин морского собрания; командором Владивостокского Яхт-Клуба.
В 1904 году за боевые заслуги награждён орденом Святой Анны I степени с мечами. 27 сентября 1904 года назначен младшим флагманом Балтийского Флота.
20 ноября 1906 года произведён в чин вице-адмирала с последующим увольнением со службы по болезни.
Скончался Николай Александрович в 1909 году в Гатчине. Похоронен на Свято-Троицком кладбище в Старом Петергофе.

## Память
Во время проведения съёмки северо-западной части острова Беринга в северо-западной его части были обнаружены не обозначенные ранее мысы. Экипаж «Забияки» назвал один именем своего корабля, а второй в честь своего командира (1894).